# زاگاینگک (استان سلیزیا سفلی)
زاگاینگک (به لهستانی:  Zagajnik) یک روستا در لهستان است که در گمینا نوووگروجتس واقع شده‌است. زاگاینگک ۱۹۳ نفر جمعیت دارد و ۱۹۰ متر بالاتر از سطح دریا واقع شده‌است.